# 모지시
모지시시(門司市)는 후쿠오카현 북부에 있었던 도시이다. 시역은 기구 반도의 대부분 지역을 차지하고 있다. 기타큐슈의 현관문으로서 모지항을 중심으로 산업발전을 담당하고 있었다. 1963년 2월 10일에 야하타시, 도바타시, 고쿠라시, 와카마쓰시와 합병해 기타큐슈시가 되어 소멸되었다.  
기타큐슈시가 1963년 4월 1일에 정령 지정 도시로 승격했을 때, 구 모지 시역은 행정구의 하나인 모지구가 되었다.

## 역사
1898년에는 모지정의 인구는 2만 5280명까지 증가했다. 10월 3일 시제 시행 건의안 논의를 위한 임시 정회가 열려 만장일치로 내무장관에게 시제 시행 신청을 제출하기로 의결하였다. 신청서는 이러한 이유로 급격한 도시화에 대한 대응이 필요하다는 점, 군비 부담이 너무 커 이를 도시 형성에 돌릴 필요가 있다는 점을 들었다. 그 결과, 같은 해 12월 28일 내무성 고시 제135호에 의해 다음 해 1899년(메이지 32년) 4월 1일부터 기구군 모지정을 승격 하기로 결정하였다. 소가베 미치오 후쿠오카현 지사는 메이지 32년 2월 모지를 시제지 자격으로 인정해 상신한 이유에 대해 "외국교통의 요로에 해당하는 모지항은 국가를 대표해야 할 지위에 있는 것으로서 이렇게 갑자기 시제를 시행하게 되었다"고 한 내무대신도 이 점에 착안해 고시를 발했다고 설명했다.4월 1일 시제가 시행되자 모지 촌장 고토 아키오미가 후쿠오카 현 지사로부터 모지시 사무 취급을 명령받아 당분간 모지 동사무소 터를 시청에 충당하기로 했다. 4월 22일에는 모지 시제 실시 축하회가 열렸다.
1908년, 히로이시에 모지 시청 청사가 건설되었다.
모지시는 토목공사로 수도공사와 모지항 수축공사에 주력했다. 그 후에도 확장 공사가 거듭되었다.
1923년 5월에는 모지시가 도시계획법 시행지로 지정되었다. 
제1차 세계 대전 후 각지에서 공장의 진출이나 택지 개발에 의해서 기성 시가지가 좁아져 인근 정촌이 발전·시가지화로 인해, 군제 폐지는 1923년에 시행되어 담당하는 업무가 커졌다.
군제 폐지 후의 시정촌 합병은 1931년까지 일단락되었지만, 그 후 1937년부터 전시 체제가 진행되는 가운데 팽창하는 중심 시가에의 자재·인력·식료등의 공급을 위해 제2의 시정촌 합병의 물결이 찾아왔다. 모지 시와 마쓰가에 촌 사이에서도 1937년(쇼와 12년) 내지 1938년경부터 합병의 목소리가 높아져 합병 교섭이 시작되었다. 모지시로서는 장래의 발전을 위해서 시역을 확대할 필요가 있었고, 또 태평양 전쟁 직전에 방공 등의 군사상의 관점에서도 동부에 긴 해안선을 가지는 마쓰가에 촌과 합병하는 것은 바람직했다. 합병 교섭에 시간이 걸렸지만 1941년에 들어서자 마쓰가에 촌 안에 일부 있던 시기상조론도 사라져 시·촌 협의회에서 협정 사항에 대해 합의하기에 이르렀다.1942년 2월 11일 기원절 시·촌 합병위원회는 협정 사항을 조인하고 3월 27일 모지 시회·마쓰가에 촌회 모두 합병 신청을 만장일치로 가결하여 5월 15일 편입 합병이 발효되었다.
1946년 9월 전후 제1회 지방제도 개혁이 이루어지면서 시장은 내무대신에 의한 선임에서 주민에 의한 직선제로 바뀌었다. 지금까지의 시장은 사임해, 요시다 타이치가 임시 시장 대리·시장 직무 대리자로 취임했다. 1947년 4월 5일의 통일 지방 선거에 의해 나카노 신고가 첫 공직 선거 시장으로 선임되었다.
모지시의 기구는 종전 직후에는 15과 39계였으나 1951년 11월 부제를 취하게 되어 5부 19과 1소 53계로 대폭적인 기구개혁이 이루어졌다

## 인구
- 1920년　 72,111
- 1925년　 95,087
- 1930년　108,130
- 1935년　121,611
- 1940년　138,997
- 1945년　 94,229
- 1947년　109,567
- 1950년　124,399
- 1955년　145,027
- 1960년　152,081

## 행정

### 국가기관
법무부
- 후쿠오카 법무국 고쿠라 지국 모지 출장소
- 시모노세키 입국 관리 사무소 모지항 출장소
- 모지 구 검찰청

대장성
- 모지 세관
- 모지 세무서
- 후생성
- 모지 검역소

농림성
- 모지 식물 방역소
- 동물 검역소 모지소
- 후쿠오카 식량 사무소 모지 출장소

통상 산업성
- 후쿠오카 통상 산업국 관문 통상 사무소
- 모지 수출품 검사소
- 알코올 문사 주재소

운수성
- 규슈 해운국
- 제4항만건설국 모지공사사무소
- 제7관구해상보안본부
- 모지 해상 보안부
- 모지 지방 해난 심판청
- 모지 지방 해난 심판이사소

우정성
- 모지 우체국
- 모지 항구 우체국
- 구마모토 철도 우체국 모지 통신부
- 히로시마 철도 우체국 모지 승무원 사무실

노동성
- 모지 노동 기준 감독서

법원
- 모지 간이 재판소

## 현 기관
1971년경의 현 주요 행정기관은 다음과 같다.
- 모지 재무 사무소
- 모지 보건소
- 모지 공공 직업 안정소
- 모지항 노동 공공 직업 안정소
- 모지 사방 사무소
- 모지 경찰서
- 모지 수상 경찰서

## 교통

### 철도
- 일본국유철도
- 서일본 철도 기타큐슈선 (현재는 폐지)

### 도로
- 국도 제2호선
- 국도 제3호선